# Wolseley 6/90
O  Wolseley 6/90  é uma família de modelos de porte grande da British Motor Corporation.